# Шумилов, Георгий Сергеевич
Гео́ргий Серге́евич Шуми́лов (1914—1991) — советский новатор-железнодорожник.

## Биография
Родился 15 (28) февраля 1914 года на станции Готня (ныне посёлок Пролетарский Ракитянского района Белгородской области). С 1924 года жил в городе Красный Лиман Донецкой области (Украина). Работал в депо Красный Лиман старшим машинистом.
В годы Великой Отечественной войны был машинистом-инструктором и командиром взвода народного ополчения.
После войны вернулся в депо Красный Лиман. Первым предложил ремонтировать паровоз локомотивной и комплексными бригадами. Совместно со специалистами разработал уплотнённый график оборота паровоза, сократил время стоянок на линейных станциях для набора воды и чистки топки. Эти мероприятия позволили повысить норму технической скорости на 7 километров в час и резко увеличить среднесуточный пробег паровоза. Также предложил несколько оригинальных технических решений повышения производительности паровоза: устройство для очистки и кипячения труб элементов пароперегревателя; усовершенствование конусно-вытяжной системы; экономичную форсунку песочниц; оборудование паровоза шлакоувлажнителем; комбинированное отопление. Его локомотив ФД20-2041 был объявлен паровозом-лабораторией.
Продолжал работать машинистом-инструктором, опробовал локомотивы после подъёмного и заводского ремонтов, принимал активное участие в разработке схем рекуперации. С 1978 года работал мастером-наставником в Краснолиманском ПТУ-119.
Умер в апреле 1991 года.

## Награды и звания
- Герой Социалистического Труда (1.8.1959) — за выдающиеся успехи в развитии железнодорожного транспорта
- два ордена Ленина (1.8.1959)
- медали
- Сталинская премия третьей степени (1950) — за разработку и внедрение нового стахановского метода труда на ж/д транспорте (движение машинистов-пятисотников)
- Почётный гражданин города Красный Лиман

## Сочинения
- Шумилов Г. С. За правым крылом. — Донецк: Донбасс, 1967.
- Отличный уход за паровозом — основа высоких пробегов [Текст] / Г. С. Шумилов, лауреат Сталинской премии ; Под ред. Б. Д. Подшивалова. — Москва : изд. и 1-я тип. Трансжелдориздата, 1950. — 43 с. : черт.; 20 см. — (Пятисотники — лауреаты Сталинских премий).